# 小行星6901
小行星6901（英語：6901 Roybishop）是一颗围绕太阳公转的小行星。1989年8月2日，卡罗琳·舒梅克、尤金·舒梅克在帕洛马山发现了此天体。
这颗小行星的绝对星等为124.69528等。